# بهرام افضلی
بهرام افضلی (زاده ۱۳۱۷ در قم – درگذشته ۶ اسفند ۱۳۶۲ در تهران) ناخدا یکم نیروی دریایی ارتش جمهوری اسلامی ایران و فرمانده آن نیرو طی سال‌های ۱۳۵۹ تا ۱۳۶۲ بود. وی یکی از عاملان پیروزی در نبردهای دریایی خلیج فارس در جنگ ایران و عراق بود و در شصت و هفت روز از آغاز جنگ توانست نیروی دریایی عراق را عملاً تا پایان جنگ از صحنه خارج کند. درجه نظامی او در برخی منابع ناخدا و در برخی دیگر دریادار یاد شده است. وی به دلیل عضویت در حزب توده اعدام شد.

## سال‌های آغازین
بهرام افضلی در سال ۱۳۱۷ در قم متولد شد. پدر او یک روحانی بود. او در سال ۱۳۳۷ به خدمت نیروی دریایی شاهنشانی ایران درآمد و از سوی نیروی دریایی، برای تحصیل به ایتالیا فرستاده شد و در ایتالیا با حزب کمونیست ایتالیا آشنا گردید. افضلی در سال ۱۳۴۱ از آکادمی نیروی دریایی ایتالیا در رشتهٔ مهندسی مکانیک و کشتی‌سازی فارغ‌التحصیل شد و در سال ۱۳۵۰، موفق به دریافت مدرک پی‌اچ‌دی در رشتهٔ طراحی کشتی و زیردریایی از دانشگاه جنوا شد. افضلی با بازگشت به ایران، خدمت خود را در نیروی دریایی شاهنشاهی ایران، به‌عنوان مهندس و با درجهٔ ناخدا، ادامه داد.

## پس از انقلاب ۱۳۵۷

### فرماندهی نیروی دریایی در جنگ
افضلی پس از انقلاب ۱۳۵۷، به خدمت خود در نیروی دریایی ارتش ایران و در طول جنگ ایران و عراق، ادامه داد. در خرداد ۱۳۵۹، رئیس‌جمهور وقت ایران، ابوالحسن بنی‌صدر، وی را به سِمَت فرماندهی نیروی دریایی ارتش، منصوب کرد. افضلی همچنین، مشاور ارشد اکبر هاشمی رفسنجانی، رئیس وقت مجلس شورای اسلامی بود. دریادار افضلی به‌عنوان فرماندهٔ نیروی دریایی، در تاریخ ۵ تیر ۱۳۶۰، پس از عزل بنی صدر از فرماندهی کل قوا، وفاداری کامل خود به روح‌الله خمینی را اعلام کرد.
طی عملیات مروارید در جنگ ایران و عراق به تاریخ ۷ آذر سال ۱۳۵۹، نیروی دریایی و نیروی هوایی ارتش ایران، ۴ فروند قایق موشک‌انداز کلاس اوسای عراقی و ۷ فروند شناور دیگر عراقی را به قعر دریا فرستاد و نیروی دریایی عراق عملاً فلج و تا پایان جنگ قادر به ایفای نقشی نشد؛ اما افضلی که طراح این عملیات تاریخی بود سه سال بعد، به جرم جاسوسی و انتقال اسناد به‌کلی سری به اتحاد جماهیر شوروی اعدام شد.

توضیحات ناخدا افضلی در مورد عملیات جنگی، سال ۶۱

### تعمیرات اساسی ناوهای ببر و پلنگ
ناخدا افضلی در اوایل سال ۱۳۶۱ موفق شد هیئتی را برای بازدید از کارخانجات هند و بستن قرارداد به آن کشور اعزام کند. برای تعمیرات اساسی ناوشکن‌های ببر و پلنگ نیروی دریایی و ناوشکن‌های انگلیسی، ناوشکن کلاس سام یعنی ناوشکن سام، زال، فرامرز و رستم در هندوستان با این کشور قراردادی بسته شد. قرار بر این بود که دو ناوشکن ما یعنی سام و زال در آنجا تعمیرات اساسی شوند و همزمان تمام پرسنل این ناو شکن‌ها به کارخانجات هند بروند، در آنجا با متخصصان هندی همکاری کنند و درواقع آموزش عملی ببینند. همچنین قرار شد که دو ناو دیگر را در شیپ یارد بندر عباس به کمک متخصصان هندی در ایران تعمیر کنند.

### ایجاد نخستین دانشکده افسری دریایی ایران
با تلاش شبانه‌روزی نا خدا افضلی، کاخ شاه در نوشهر با تمام تأسیسات وسیع آن به این کار اختصاص داده شد. این دانشکده دارای رشته‌های مختلف تخصصی دریایی است. به این ترتیب اعزام افسران نیروی دریایی که از سال ۱۳۱۱ تا سال ۱۳۵۷ به آمریکا، انگلستان، آلمان، فرانسه، ایتالیا و ترکیه فرستاده می‌شدند پایان پذیرفت و ارزی که بابت اعزام آن‌ها (هر دانشجو بین ۱۵۰ تا ۲۰۰ هزار دلار) هزینه می‌شد، صرف جویی شد و کشور ایران برای نخستین بار دارای یک دانشکده افسری دریایی گردید.

## دستگیری و اعدام
در اواخر سال ۱۳۶۱ تا اوایل ۱۳۶۲ حزب توده ایران به‌عنوان تنها حزب سیاسی باقی‌مانده در کشور، از سوی مقامات وقت، متهم به تلاش برای «کودتا» و سپس «جاسوسی به نفع شوروی» شد و طی دو یورش، اعضای رهبری و بسیاری از کادرهای حزب توده دستگیر شدند و به اتهام «کودتا» مورد بازجویی قرار گرفتند. بیش از ۱۰۰۰ تن از اعضا و بسیاری از رهبران این حزب و حدود ۲۰۰ تن از نظامیان (از افسران ارتش، شهربانی و ژاندارمری) به اتهام عضویت در شبکهٔ مخفی افسران، وابسته به حزب توده، دستگیر و محاکمه شدند. افضلی نیز به اتهام عضویت در شبکهٔ مخفی نظامیان حزب توده ایران دستگیر شد و به همراه ۹ نفر دیگر از افسران بلندپایه ارتش در سال ۱۳۶۲ تیرباران شد.
هادی غفاری بعدها در خاطراتش گفت؛ گزارش توده‌ای بودن بهرام افضلی را نزد روح‌الله خمینی برده بود که سرانجام آن گزارش، اعدام بود.

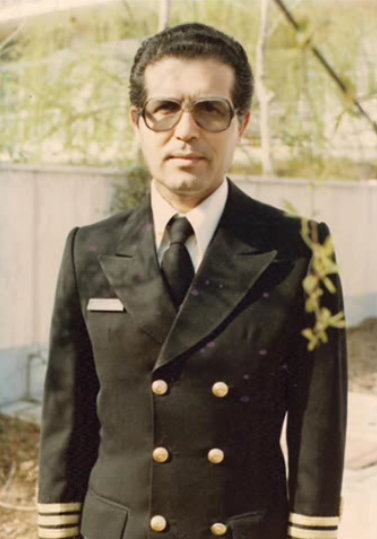
بهرام افضلی در تابستان ۱۳۵۸

نورالدین کیانوری در نامه‌ای که سال‌ها بعد به علی خامنه‌ای نوشت، از شکنجه خود، همسر و دخترش و همین‌طور شکنجه سایر دستگیرشدگان برای اعتراف‌گیری خبر داده است. در گزارش که به افراد رهبری زیر شکنجه تحمیل شد، درست از همین افراد به عنوان رهبران بخش‌های سیاسی - نظامی - تشکیلاتی و تبلیغاتی کودتا نام برده شده است.
میرحسین موسوی در این باره می‌گوید:
در جریان حزب توده، به ما تلفن زده شد که حزب توده توطئهٔ وسیعی را پی ریخته و مسئله چنین مطرح بود که ظرف ۴۸ ساعت یا ۲۴ ساعت ممکن است اتفاقاتی بیفتد. تلفن کردیم به برادرمان جناب هاشمی رفسنجانی و مسئله با بقیه مسئولین بالای مملکتی مطرح شد. گویا آقایان خامنه‌ای و موسوی اردبیلی آن وقت تشریف نداشتند. بالاخره فوراً خدمت امام رفتیم. برادران اطلاعاتی مسئله را گزارش دادند.
حضرت امام با دقت مسئله را گوش دادند. سپس تحلیلی در ظرف چند دقیقه از روند حرکت شرق و غرب ارائه کردند و فرمودند:
این اطلاعات کاملاً نادرست است. هیچ مسئله‌ای پیش نخواهد آمد.
اصرار شد که آقا چنین نیست، خود آنان اعتراف کرده‌اند. ایشان فرمودند:
من نمی‌گویم مواظب نباشید و تحقیق نکنید، ولی بدانید این مسائل و اطلاعات دروغ است.
بعد هم تحلیل حضرت امام درست درآمد و نظر ایشان ثابت شد.
پس از اثبات عدم کودتا، اتهام افضلی را به جاسوسی برای شوروی تغییر دادند.
دو دهه بعد هاشمی رفسنجانی در مصاحبه با روزنامهٔ همشهری گفت:
اگر آن کار را نمی‌کردیم، بهتر بود. ما حزب توده را زیر نظر داشتیم. من برای این حرف که آن‌ها به فکر کودتا بودند، دلیلی پیدا نکردم. البته به نفع شوروی فعالیت‌هایی داشتند.
رهبران حزب به زندان‌های طولانی مدت محکوم و در سال ۱۳۶۷ اعدام شدند. اما تعدادی از نظامیان نزدیک به حزب از جمله دریادار افضلی به دنبال یورش به حزب و برپایی نمایش‌های تلویزیونی و سپس تشکیل دادگاه‌های نظامی، در روز ۶ اسفند ماه سال ۱۳۶۲، ده تن از اعضای حزب که در میان آن‌ها برخی از برجسته‌ترین فرماندهان ارتش و به همراه چند تن از کادرهای پرسابقهٔ توده‌ای حضور داشتند، به جوخهٔ اعدام سپرده شدند.
افضلی از اردیبهشت ۱۳۶۲ تحت نظر اطلاعات سپاه پاسداران که زندان کمیتهٔ مشترک ضدخرابکاری و بند ۲۰۹ زندان اوین را اداره می‌کرد، زندانی بود و در یکی از جلسات دادگاه که به‌صورت مستقیم از رادیو پخش می‌شد، گریه کرد.
افضلی سرانجام در آخرین دادگاهی که به ریاست محمدی ری‌شهری برگزار شد، به اعدام محکوم و حکم صادره در اسفند سال ۱۳۶۲ در محوطهٔ زندان اوین، با نظارت اسدالله لاجوردی اجرا شد.
سیاوش کسرایی در سوگ او شعری سروده است به نام از انوشه تا افضلی که بخشی از آن در زیر می‌آید:
من می‌گریم، اما

در غریو مرغک دریا، باز پیامی است

گلخند «ناوی انوشه»

در دهان تو شکفت ناخدا

بمان، بمان

که فردا

ما بهار را در آغوش می‌کشیم

من می‌گریم و دریا

همچنان

موج بر موج می‌کوبد…

## موارد جاسوسی مورد اتهام به افضلی
1. به حزب اطلاع داده بود اگر شوروی‌ها خواستار موشک هارپون و جزئیاتش هستند، می‌توانند سراغ ناوچه پیکان غرق شده (به فرماندهی ناخدا همتی آذرماه ۱۳۵۹ در جریان عملیات مروارید غرق شد) بروند و مختصات دقیق جغرافیایی‌اش را هم داده بود.
2. اطلاعاتی دربارهٔ شنود بی‌سیم نیروهای افغانِ هم‌پیمان با شوروی توسط ارتش ایران را از بولتن اداره دوم ارتش اخذ کرده و به حزب داده بود و راه جلوگیری از شنود را هم ارائه داده بود.[۳۵]